# Comtat
Die Comarca Comtat ist eine der neun Comarcas in der Provinz Alicante der Valencianischen Gemeinschaft.
Die im Norden gelegene Comarca umfasst 24 Gemeinden auf einer Fläche von 377,77 km².

## Gemeinden
| Gemeinde           | Einwohner (2024) | Fläche km² | Dichte Einw./km² | Cod INE | Postleitzahl |
| ------------------ | ---------------- | ---------- | ---------------- | ------- | ------------ |
| Agres              | 610              | 25,84      | 24               | 03003   | 03837        |
| Alcoleja           | 186              | 14,56      | 13               | 03008   | 03814        |
| Alcosser           | 259              | 4,39       | 59               | 03007   | 03841        |
| Alfafara           | 413              | 19,78      | 21               | 03010   | 03838        |
| Almudaina          | 118              | 8,82       | 13               | 03016   | 03827        |
| L’Alqueria d’Asnar | 519              | 1,08       | 481              | 03017   | 03829        |
| Balones            | 131              | 11,24      | 12               | 03020   | 03812        |
| Benasau            | 171              | 9,04       | 19               | 03022   | 03814        |
| Beniarrés          | 1.096            | 20,21      | 54               | 03028   | 03850        |
| Benilloba          | 747              | 9,54       | 78               | 03035   | 03810        |
| Benillup           | 109              | 3,38       | 32               | 03036   | 03827        |
| Benimarfull        | 447              | 5,56       | 80               | 03038   | 03827        |
| Benimassot         | 96               | 9,51       | 10               | 03039   | 03812        |
| Cocentaina         | 11.411           | 52,94      | 216              | 03056   | 03820        |
| Fageca             | 100              | 10,17      | 10               | 03067   | 03813        |
| Famorca            | 44               | 9,72       | 5                | 03068   | 03813        |
| Gaianes            | 553              | 9,57       | 58               | 03072   | 03840        |
| Gorga              | 284              | 9,11       | 31               | 03073   | 03811        |
| Millena            | 249              | 9,77       | 25               | 03086   | 03812        |
| Muro de Alcoy      | 9.345            | 30,24      | 309              | 03092   | 03830        |
| L’Orxa             | 581              | 31,76      | 18               | 03084   | 03860        |
| Planes             | 696              | 38,87      | 18               | 03106   | 03828        |
| Quatretondeta      | 134              | 16,70      | 8                | 03060   | 03811        |
| Tollos             | 38               | 15,97      | 2                | 03130   | 03813        |
| Comarca Comtat     | 28.337           | 377,77     | 75               | –       | –            |

1. ↑  Instituto Nacional de Estadística Municipal Register of Spain